# Cantón de Saint-Étienne-du-Bois
El cantón de Saint-Étienne-du-Bois (en francés canton de Saint-Étienne-du-Bois) es una circunscripción electoral francesa situada en el departamento de Ain, de la región de Auvernia-Ródano-Alpes. La cabecera (bureau centralisateur en francés) está en Saint-Étienne-du-Bois.

## Geografía
El cantón está situado al norte del departamento y limita con el departamento de Jura.

## Historia
Fue creado por el decreto del 13 de febrero de 2014 que entró en vigor en el momento de la primera renovación general de asamblearios departamentales en marzo de 2015.

## Composición
- Beaupont
- Bény
- Bohas-Meyriat-Rignat
- Cize
- Coligny
- Cormoz
- Corveissiat
- Courmangoux
- Domsure
- Drom
- Grand-Corent
- Hautecourt-Romanèche
- Jasseron
- Marboz
- Meillonnas
- Nivigne-et-Suran
- Pirajoux
- Pouillat
- Ramasse
- Saint-Étienne-du-Bois
- Salavre
- Simandre-sur-Suran
- Val-Revermont
- Verjon
- Villemotier
- Villereversure